# Comté de Greene (Ohio)
Pour les articles homonymes, voir Comté de Greene.
Le comté de Greene – en anglais : Greene County – est un des 88 comtés de l'État de l'Ohio, aux États-Unis.
Le comté a été créé en 1803. Son siège est fixé à Xenia. Sa population est de 161 573 pour une superficie de 1 077 km2. Il fait partie de l'aire métropolitaine de Dayton.

## Histoire
Établi en 1820, le comté a été nommé en l'honneur du général Nathanael Greene (1742-1786), combattant de la guerre d'indépendance des États-Unis.

## Géographie
Selon les données du Bureau du recensement des États-Unis, le comté de Greene a une superficie de 1 079 km2 (soit 416 mi2), dont 1 075 km2 (soit 415 m2) en surfaces terrestres et 3 km2 (soit 1 mi2) en surfaces aquatiques.

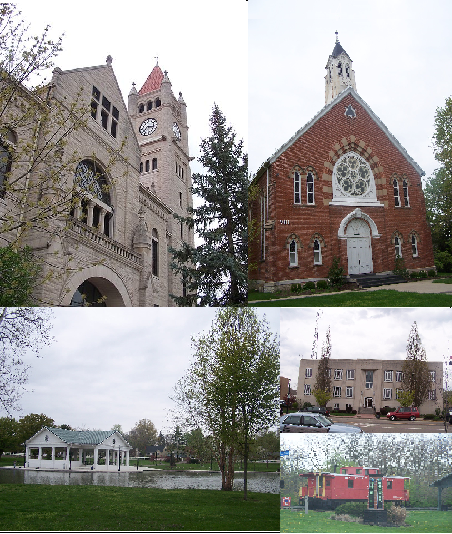
Bâtiments de Xenia.
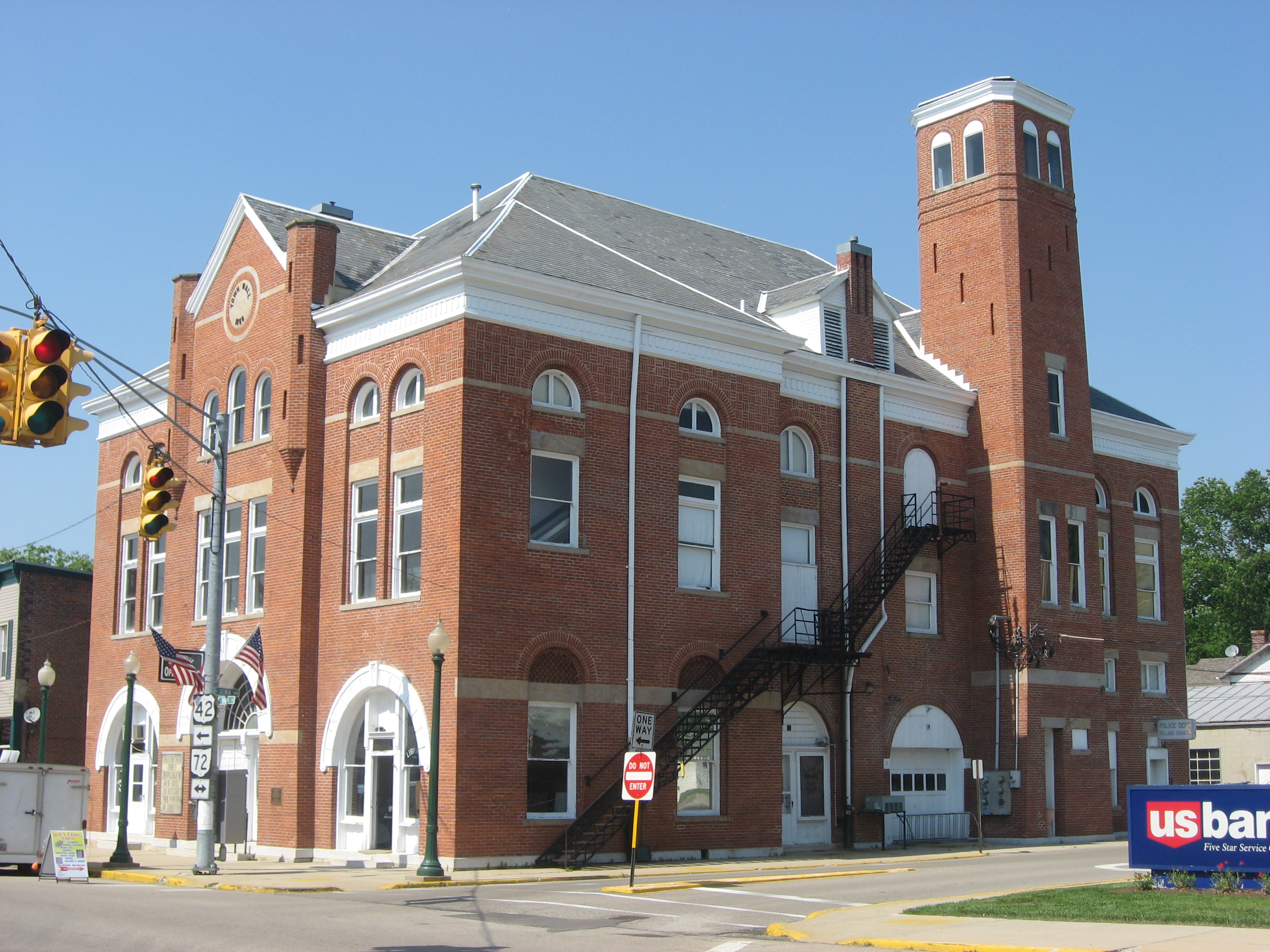
L'opéra de Cedarville.
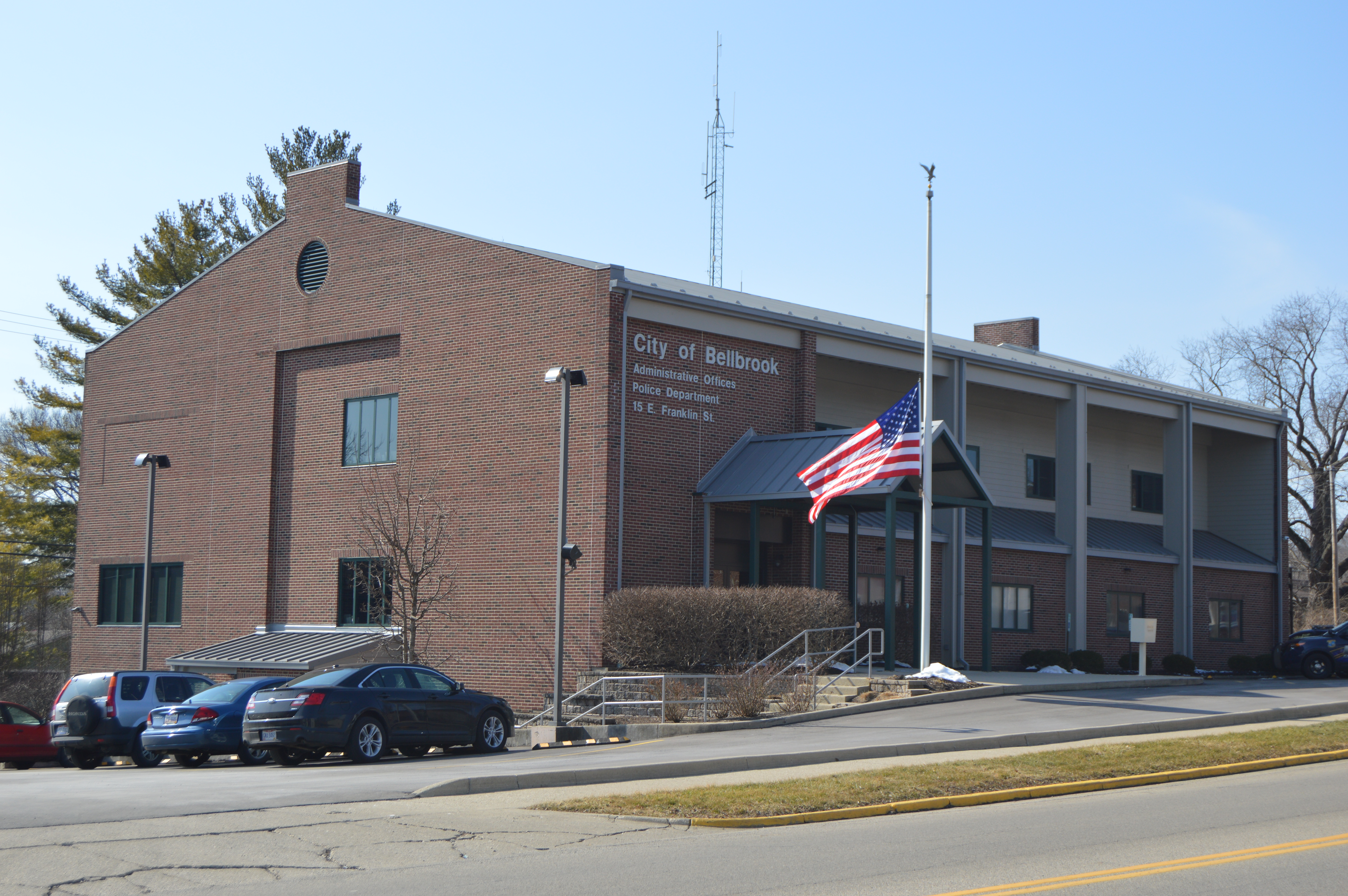
Hôtel de ville de Bellbrook.

## Comtés limitrophes
- Comté de Clark, au nord
- Comté de Madison, au nord-est
- Comté de Fayette, au sud-est
- Comté de Clinton, au sud
- Comté de Warren, au sud-ouest
- Comté de Montgomery, à l'ouest

## Démographie
Le comté était peuplé, lors du recensement de 2000, de 147 886 habitants.
La densité de population était d'environ 147 hab./km2.

## Localités

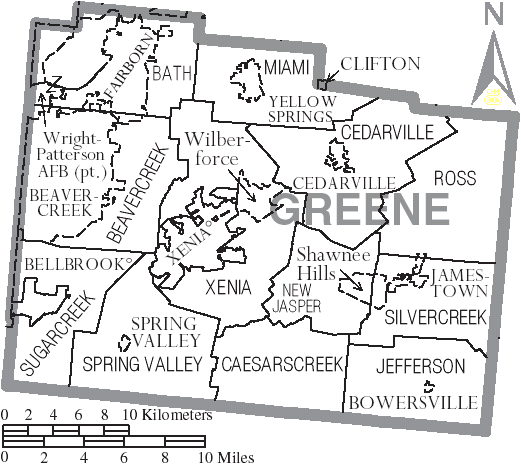
Carte des localités du comté de Greene